# Sangara
Sangara (1 połowa IX w. p.n.e.) – król Karkemisz. Po raz pierwszy pojawia się w źródłach asyryjskich, które podają, iż złożył on w 882 roku p.n.e. trybut królowi Aszurnasirpalowi II (883-859 p.n.e.). W 857 roku p.n.e. musiał on zapłacić trybut ponownie, tym razem królowi Salmanasarowi III (858-824 p.n.e.), który zakończył właśnie podbój syro-hetyckich państw.